# Högnäs, Esbo stad
Högnäs är en stadsdel i Esbo stad och hör administrativt till Gamla Esbo storområde. 
Högnäs ligger på ett näs mellan sjöarna Bodom träsk och Grundträsk. Stadsdelen består främst av småhus och områden i naturligt skick. 
Områdets väglag föreslog år 1980 att området skulle få ett finskt namn, Korkeakannas. Endast det svenska namnet stadfästes av Esbo stadsstyrelse som namn på stadsdelen år 1982.